# 活屍入侵
《活屍入侵》（英語：Undead）是一部2003年上映的恐怖電影，由菲麗希緹·梅森（Felicity Mason）、蒙哥·麥克凱（Mungo McKay）主演。由史派瑞兄弟拍攝，內容跟喪屍和外星人有關。

## 劇情
女主角芮妮（Rene），是澳洲柏克萊鎮裡有名的選美皇后，在銀行徵收她父母的農場後，決定離開小鎮。突然天上掉下許多隕石，將隕石附近的居民變成了殭屍。芮妮與一些倖存者躲藏到被外星人綁架過的槍械愛好者馬里昂（Marion）的家，馬里昂有大量的槍與一間地下避難所，但他並沒有儲存過食物或水。
他們嘗試出去清除殭屍，並發現必須攻擊頭部才能停止殭屍的行動。他們搭上馬里昂的箱型車嘗試逃離小鎮，卻發現小鎮被巨大的圓桶環繞著。他們也發現這地區會定期下著一種微酸的雨，並且避免被淋濕。
不久，他們遭遇了臉部發光的外星人，團隊的人們被一個一個運上雲層或是被殺死，最後剩下芮妮一人。外星人對芮妮噴灑解藥，這才發現外星人是要阻止病毒擴散。而被綁架至雲層的人則受到人工休眠的處理確保他們安全。當外星人工作結束便離開，但他們沒發現被認定死亡的帶原者韋恩（Wayne）並沒死，並等他們離去後，打算搭飛機繼續散播病毒。
城市居民湧入醫院尋求治療，其中，韋恩轉變成了殭屍並感染了馬里昂，新一波的瘟疫再度爆發。
芮妮在最後與倖存者躲回農場，四周布滿圍欄，外面都是殭屍。芮妮帶著防毒面具，架著獵槍，等待外星人回歸。

## 主要演員
| 演員                          | 角色                   |
| ----------------------------- | ---------------------- |
| 菲麗希緹·梅森(Felicity Mason) | 芮妮(Rene)             |
| 蒙哥麥克凱(Mungo McKay)       | 馬里昂(Marion)         |
| Rob Jenkins                   | 韋恩(Wayne)            |
| Lisa Cunningham               | Sallyanne              |
| Dirk Hunter                   | 哈里森(Harrison)       |
| Emma Randall                  | 莫莉(Molly)            |
| Steve Grieg                   | Agent                  |
| Noel Sheridan                 | Chip                   |
| Gaynor Wensley                | 艾姬(Aggie)            |
| Eleanor Stillman              | 露絲(Ruth)             |
| Robyn Moore                   | Officer in Locker Room |
| Robert Jozinovic              | Man in Office          |
| Peter Mensforth               | Cricket Batsman        |
| Jacob Andriolo                | Yougn Cricketer        |
| Michele Steel                 | Screamer               |

## 評價和影響
爛番茄給予32%的新鮮度，認為這種低預算的殭屍電影大量借鑒了其他優秀的同類作品，既不原創也不夠娛樂。在Metacritic獲得34分，得到普遍不佳的評論。
不過，活屍入侵獲得2003年的費比西獎，被評「因為敢於成為澳大利亞電影一部分流行卻聲名狼藉的流派。我們稱讚它既是一種政治性的娛樂，同時又展現出熱衷製作電影的心」。

## 資料來源
1. ↑  . the-numbers.   [2019-01-19]. （原始内容存档于2021-04-12）.
2. ↑  . rottentomatoes.   [2019-01-19]. （原始内容存档于2021-04-12）.
3. ↑  . metacritic.   [2019-01-19]. （原始内容存档于2020-04-03）.
4. ↑  . fipresci prize.   [2019-01-19]. （原始内容存档于2019-01-19）.

## 外部連結
- （英文） 官方網站 （页面存档备份，存于）
- （英文） 互联网电影数据库（IMDb）上《Undead》的资料（英文）